# Tinhela e Alvarelhos
Tinhela e Alvarelhos es una freguesia portuguesa del municipio de Valpazos, distrito de Vila Real.

## Historia
Fue creada el 28 de enero de 2013 en aplicación de una resolución de la Asamblea de la República de Portugal promulgada el 16 de enero de 2013 con la unión de las freguesias de Alvarelhos y Tinhela, pasando su sede a estar situada en la antigua freguesia de Tinhela.

## Demografía
| Gráfica de evolución demográfica de Tinhela e Alvarelhos entre 2011 y 2021 |
|                                                                            |
| Datos según el nomenclátor publicado por el INE portugués.                 |